# إسبانيا ضد إنجلترا (1929)
في 15 مايو 1929 في ملعب ميتروبوليتانو في مدريد، هزمت إنجلترا 4–3 في مباراة كرة قدم دولية ودية. ونتيجة لذلك، أصبحت إسبانيا أول فريق من القارة الأوروبية يهزم إنجلترا، وفعلت ذلك في أول لقاء بين البلدين. كانت هذه هيبة المباراة بالنسبة للإسبان، وكانت الأولى على الإطلاق التي يتم بثها علنًا عبر الراديو. وأدار المباراة الحكم البلجيكي جون لانغينوس الذي يعتقد أنه أفضل حكم في العالم في ذلك الوقت.
كانت الدول الرئيسية قد عممت هذه الرياضة، وكان يُنظر إلى إنجلترا على نطاق واسع على أنها أعظم فريق في العالم في أوائل القرن العشرين. أسفرت مبارياتهم الأولى ضد الفرق الأوروبية القارية عن انتصارات بفوارق كبيرة، ولكن بعد الحرب العالمية الأولى تراجع أداء الفريق، ويرجع ذلك جزئيًا إلى عزلة إنجلترا وفشلها في التطور، فضلاً عن زيادة المهارات والابتكار في جميع أنحاء أوروبا. على الرغم من أن إنجلترا كانت المرشحة وفي حالة جيدة لخوض المباراة، إلا أن مستوى كرة القدم الإسبانية كان يتحسن بشكل كبير بسبب تأثير المدربين الإنجليز المغتربين مثل مدرب أتلتيكو مدريد الإنجليزي فريد بينتلاند، الذي كان في ذلك الوقت يساعد المنتخب الإسباني، وكذلك الاحتراف الأخير لهذه الرياضة، والذي تضمن إنشاء الدوري الإسباني.
على الرغم من اللعب في حرارة الطقس الشديدة، تقدمت إنجلترا 2–0 في أول 20 دقيقة من خلال هدفي جو كارتر وجو برادفورد بعد أخطاء الحارس ريكاردو زامورا، الدعامة الأساسية لإسبانيا منذ أول مباراة دولية لها في عام 1920. عادت إسبانيا إلى المباراة وتعادلت في النتيجة، وسجل هدفان من غاسبار روبيو وخايمي لازكانو، مما جعلها 2–2 قبل فترة قصيرة من نهاية الشوط الأول. استعادت إنجلترا زمام المبادرة في الشوط الثاني بفضل ركلة جزاء لجو كارتر. سجل غاسبار روبيو هدف التعادل لإسبانيا قبل 10 دقائق من نهاية المباراة، ثم سجل سيفيريانو جويبورو هدف الفوز في المباراة. أدى كلا الهدفين إلى غزو الملعب من قبل المشجعين الإسبان.
أعطت الصحافة البريطانية تغطية قليلة للنتيجة، في حين أن وسائل الإعلام الإسبانية كانت متحمسة لأداء إسبانيا وتشكك في جودة اللاعبين الإنجليز. كانت المباراة هي المرة الأخيرة التي مثل فيها لاعب كرة قدم من خارج الدوري إنجلترا، لم يتم استدعاء إدغار كايل لاعب دولويتش هاملت للعب مع منتخب بلاده مرة أخرى، إلى جانب ستة لاعبين آخرين. لم يحضر أي من الفريقين افتتاح كأس العالم للسنوات التالية، لكن الفريقين تنافسا في نهاية المطاف في مباراة العودة بناءً على طلب إنجلترا؛ المباراة التي أقيمت على ملعب أرسنال في ديسمبر 1931، فاز بها أصحاب الأرض 7–1.

## خلفية

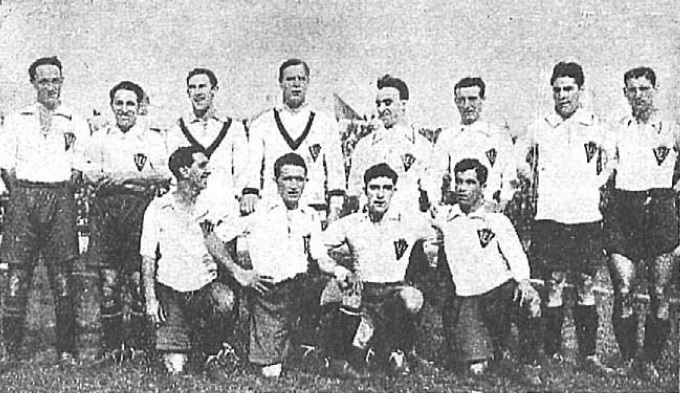
المنتخب الإسباني الذي هزم البرتغال 5–0 في إشبيلية يوم 17 مارس 1929.

في أوائل القرن العشرين، نظرت إنجلترا إلى المباريات ضد فرق من قارة أوروبا على أنه عمل سخي، وأنشأ اتحاد كرة القدم فريقًا ثانيًا بغرض لعب المباريات. كانت إسبانيا أحد الأعضاء السبعة المؤسسين للاتحاد الدولي لكرة القدم في عام 1904، وهي هيئة حاكمة عالمية للرياضة تهدف إلى النهوض بكرة القدم وتنظيمها بشكل جماعي، وعلى الرغم من أنهم رفضوا في البداية الانضمام، انضمت إنجلترا في العام التالي، مما سمح لأربعة اتحادات كرة قدم فردية بالبقاء منفصلة. على الرغم من أن منتخب إنجلترا للهواة قد لعب بالفعل في القارة، غادرت إنجلترا الجزر البريطانية لتلعب مباريات دولية لأول مرة في صيف عام 1908، وهزمت النمسا 6–1 في أول مباراة لها.
لتوضيح مدى تقدم إنجلترا على بقية العالم في هذه المرحلة، تبع ذلك فوز 11–1 على نفس المنافسين، و 7–0 على المجر، وانتهاء الجولة بفوز 4–0 على تشيكوسلوفاكيا. حتى المباراة ضد إسبانيا، لم تهزم إنجلترا في 23 مباراة وفازت بـ 22 منهم إلا مع بلجيكا صاحبة الميدالية الذهبية في دورة كرة القدم في الألعاب الأولمبية الصيفية 1920 تجنبوا الهزيمة وتعادلوا 2–2 في عام 1923؛ كانت هذه هي الطبيعة «الرتيبة» لهذه المباريات، فهي «بالكاد تستحق الذكر في الصحافة الرياضية» وفقًا للكاتب روري سميث في كتابه «ميستر» (بالإنجليزية: Mister): الرجال الذين علموا العالم كيف يهزمون إنجلترا في لعبتهم الخاصة. في المباريات الـ 23، سجلت إنجلترا ما مجموعه 118 هدفًا واستقبلت 26 هدفًا، لكنها انسحبت من الفيفا في عام 1928.
على الرغم من أن إنجلترا كانت تحقق نتائج إيجابية، إلا أن أداءهم كان يجذب انتباه النقاد مثل جيمس كاتون، الذي كتب في صحيفة أتليتيك نيوز (بالإنجليزية: Athletic News) في عام 1923 «ما لم يخرج اللاعبون من المأزق الذي سقطوا فيه، ستفقد اللعبة شعبيتها بشكل كبير». رأى غابرييل هانوت من صحيفة ليكيب تهديدات للهيمنة الإنجليزية من مناطق بعيدة، واصفًا إنجلترا بأنها «خيول المزرعة» مقارنة بالأوروغواي التي وصفها «الخيول العربية الأصيلة». في «كتابه تشريح إنجلترا: تاريخ في الأزمنة»، يصف الكاتب جوناثان ويلسون افتقار إنجلترا للتطور بأنها «عزلة مؤسسية». أرجع برايان غلانفيل ذلك إلى هيكل نظام الدوري الإنجليزي الممتاز، قائلاً إن احتمال الهبوط كان سببًا للمحافظة والسلبية داخل اللعبة الإنجليزية، بينما ألقى ويلي ميسل باللوم على التفسير الغير معقول للتكتيكات. انتقد كليف باستين مهاجم نادي أرسنال لجنة الاختيار، قائلاً إنهم «ليسوا أذكياء بشكل خاص» لأنهم يفضلون موهبة الفرد بدلاً من المجموعة. سلطت صحيفة أتليتيك نيوز في 1930 الضوء على قضية دوران اللاعبين، حيث تم اختيار 145 لاعباً لمباريات بطولة البيت البريطاني منذ نهاية الحرب العالمية الأولى.
لعبت إسبانيا أول مباراة دولية لها في عام 1920، قبل أقل من تسع سنوات من المباراة مع إنجلترا، وشاركت في دورة كرة القدم في الألعاب الأولمبية الصيفية 1920 حيث واجهوا الدنمارك في المباراة الافتتاحية؛ ضمن هدف باتريسيو أرابولازا الفوز بنتيجة 1–0، على الرغم من أن الحارس ريكاردو زامورا كان اللاعب الرئيسي لإسبانيا في المباراة ولا سيما في وقت متأخر عندما كانت الإصابات تعني أنه يتعين عليهم إنهاء المباراة بعشرة لاعبين. تدار إسبانيا من قبل خوسيه ماريا ماتيوس، وهو صحفي سابق ومدرب لأتلتيك بيلباو كان جزءًا من الثلاثي الإداري الذي تولى مسؤولية إسبانيا منذ عام 1922، وتولى مسؤولية الفريق بعد الخسارة 7–1 أمام إيطاليا في دورة كرة القدم في الألعاب الأولمبية الصيفية 1928، على عكس نهج إنجلترا العنيد تجاه كرة القدم الأجنبية، كان الإسبان يحظون بتقدير كبير للإنجليز وتم التعامل مع تراثهم الكروي باحترام كبير؛ استخدمت العديد من أندية كرة القدم الإسبانية المصطلحات الإنجليزية في أسمائها، وكان العديد من مدربي الفرق من إنجلترا؛ أشار أتليتيك إلى إنجلترا باسم «لا مادري ديل فوتبول» (أم كرة القدم). كان هذا هو الملف الشخصي للمباراة داخل إسبانيا، وكانت أول مباراة لكرة القدم يتم بثها علنًا عبر الراديو، وأعربت صحيفة إل موندو ديبورتيفو إنها «خطوة عملاقة ومتجاوزة» لإسبانيا للعب ضد إنجلترا، وهذا انتصار سيشهدون «مكانتهم متماسكة في جميع أنحاء العالم».

### قبل المباراة
في مايو 1929، حققت إنجلترا بالفعل انتصارات كبيرة على فرنسا وبلجيكا، حيث فازت 4–1 و5–1 على التوالي، حلفاءهم في الحرب العالمية الأولى الذين بدأوا اللعب على أساس سنوي تقريبًا. اختارت اللجنة التي اختارت لاعبي إنجلترا الفريق نفسه لجميع المباريات الثلاث، غيرت لاعبين فقط من التشكيلة الأساسية لآخر مباراة تنافسية لإنجلترا ضد اسكتلندا في أبريل، وهما المدافعين توم كوبر وإيرني بلينكينسوب الذين انضموا إلى الفريق. واعتُبر أداء إنجلترا أمام فرنسا ضعيفًا، حيث قالت صحيفة دايلي سكيتش (بالإنجليزية: Daily Sketch) إنهم «يفتقرون إلى السرعة وسيتعين عليهم اللعب بشكل أفضل إذا أرادوا الفوز على إسبانيا». وقال عضو اللجنة فيل باش للصحافة الإسبانية إنهم لم يكونوا سعداء بالأداء. خلال المباراة ضد بلجيكا، سجل المهاجم جورج كامسيل، الذي طرد ديكسي دين من الفريق، أربعة أهداف لكنه أصيب بإصابة من شأنها استبعاده من المباراة ضد إسبانيا؛ وقالت صحيفة سبورتينغ لايف (بالإنجليزية: Sporting Life) إنها كانت «خسارة واضحة».
بشكل عام، كانت هذه هي المباراة الدولية رقم 33 لإسبانيا، والمباراة رقم 167 لإنجلترا. كان من المقرر أن تكون المباراة الأولى لإسبانيا التي تُلعب على ملعب ميتروبوليتانو في مدريد، مع أسعار تذاكر تتراوح بين 5 و 22 بيزيتا إسبانية، والتي بيعت قبل يومين من الموعد المحدد. كان الملعب، الذي تم افتتاحه في عام 1923، موطنًا لأتلتيكو مدريد منذ افتتاحه حتى عام 1966. اختار خوسيه ماريا ماتيوس بشكل مفاجئ عدم اختيار أي لاعب من نادي برشلونة على الرغم من تتويجه كأول بطل في الدوري الإسباني بعد شهر. أدت احترافية كرة القدم في إسبانيا إلى تحسن في النتائج والأداء على المستوى الدولي. في مارس، هزموا البرتغال 5–0 في إشبيلية، وحققوا فوزًا على فرنسا أكبر مما حققته إنجلترا، حيث فازوا بنتيجة 8–1 في سرقسطة، وسجل غاسبار روبيو ثلاثية ضد البرتغال وأربعة ضد فرنسا، وقال روبيو لرئيس الاتحاد الملكي الإسباني لكرة القدم بيدرو دياز دي ريبيرا إنه يجب أن يحصل على مكافأة مقابل كل هدف يسجله ضد إنجلترا. كان لاعب الوسط خوسيه ماريا بينيا أول لاعب كرة قدم محترف في إسبانيا، وكان من المؤيدين الرئيسيين لمنتخب إسبانيا طوال عشرينيات القرن الماضي. كان منتخب إسبانيا وماتيوس يستعدان منذ فبراير للمباريات الثلاث المقرر إجراؤها.

## المباراة

### اختيار الفريق
كان متوسط عمر التشكيلة الأساسية لمنتخب إسبانيا 24.5 سنة، وكان يقودها حارس المرمى ريكاردو زامورا مع فيليكس كيسادا وخاسينتو كينكوسيس في الدفاع. تألف خمسة لاعبين مهاجمين لإسبانيا عن المباراة هم خوسيه بادرون وسيفيريانو غويبورو اللاعب الهاوي الوحيد في الفريق، خلف المهاجم غاسبار روبيو، الذي كان يحيط به الجناح الأيسر ماريانو يوريتا والجناح الأيمن خايمي لازكانو. كان ماتيوس قد منح 10 لاعبين أول مباراة دولية لهم في المباراتين السابقتين، ولكن لم يتم الإعلان عن أي لاعبين جدد في مباراة إنجلترا. إلى جانب ماتيوس في فريق التدريب، كان فريد بنتلاند مدرب أتلتيكو مدريد، الذي أحدث ثورة في طريقة لعب العديد من الأندية في إسبانيا ويعتبر أول مدرب عظيم في البلاد، حيث انتقل من أسلوب الركل والاندفاع على النمط الإنجليزي إلى أسلوب يركز على «المهارة، والشجاعة في الاستحواذ، والتمرير القصير، والحركة السريعة».
كان متوسط عمر التشكيلة الأساسية للمنتخب الإنجليزي، الذي تم اختياره من قبل لجنة الاتحاد الإنجليزي 28.9 عامًا، وتألفت من حارس المرمى تيد هوفتون خلف ثنائي دفاعي من جو بيكوك وفريد كين في نصف الجناح على جانبي جاك هيل، الذي كان قائد منتخب إنجلترا ستكون المرة السادسة والأخيرة. في الهجوم الإنجليزي، تمركز جو كارتر وإدغار كايل خلف ثلاثي مهاجم من خارج اليسار ليونارد باري وخارج اليمين هيو أدكوك، على جانبي المهاجم جو برادفورد. كان برادفورد اختيارًا مفاجئًا للاسبان، الذين كانوا يتوقعون عودة دين إلى الفريق ليحل محل كامسيل المصاب. استخدم كلا الفريقين تشكيلة 2–3–5.

### ملخص
أدار المباراة البلجيكي جون لانغينوس، الذي كان يعتبر أفضل حكم في العالم في ذلك الوقت، والذي سيدير أول نهائي لكأس العالم عام 1930. فازت إسبانيا بالعملة المعدنية واختارت إنجلترا للعب الشوط الأول في مهب الريح. بدأت المباراة في الساعة 17:00 بتوقيت غرينيتش أمام حشد من الجمهور يقدر رسميًا بـ 45000 شخص، لكن يعتقد أنه أكثر من ذلك، على الرغم من أن ويلسون كتب أن المباراة بدأت في الساعة 17:05 بتوقيت غرينيتش حيث تأخر لاعبو إسبانيا للدخول إلى أرضية الميدان. الفرصة الأولى سارت في طريق إسبانيا، حيث سدد الجناح الأيسر ماريانو يوريتا في القائم في وقت مبكر. على الرغم من اختلاف الحسابات فيما يتعلق بالدقائق والأهداف التي سجلت، إلا أن الجناح الأيمن لمنتخب إنجلترا هيو أدكوك صنع هدفين إنجليزيين متتلبعين، مستخدمًا المهارة للتغلب على المدافع قبل تمركز الكرة في كلتا المناسبتين؛ ذكرت وسائل الإعلام الإسبانية أن المهاجم الداخلي جو كارتر والمهاجم جو برادفورد سجلا الهدفين، في حين كان الإجماع في الصحافة الإنجليزية على أن كارتر سجل كلا الهدفين. غير معروف للجميع باستثناء نفسه، أصيب حارس مرمى إسبانيا ريكاردو زامورا في عظم القص عندما اصطدم بطريق الخطأ بزميله في الفريق، الظهير خوسيه ماريا بينيا. على الرغم من أن المنتخب الإنجليزي كان متفوقًا بشكل واضح، إلا أنهم أسقطوا حذرهم، وفي تتابع سريع سجلت إسبانيا هدفين، أولاً بضربة رأسية من مهاجم الوسط غاسبار روبيو، ثم تسديدة من الجناح الأيمن خايمي لازكانو من مسافة 25 ياردة لتدخل الشباك. كانت النتيجة 2–2، الهدف الأخير الذي وصفته صحيفة ذا تايمز الإنجليزية ببساطة بأنه «تسديدة رائعة».
ساعدت الاستراحة ما بين الشوطين إنجلترا، وبدأوا بالسيطرة على الاستحواذ، وسجلوا في النهاية هدفًا ثالثًا في حوالي الدقيقة 73، عندما تعرض هيو أدكوك لخطأ داخل منطقة الجزاء وسجل جو كارتر ثاني أهدافه في المباراة من ركلة جزاء، على الرغم من أن ذا تايمز ذكرت ذلك أما الهدف الثالث لإنجلترا فقد سجله نصف الظهير جاك هيل بعد خروج حارس مرمى إنجلترا تيد هوفتون. «مع اقتراب المباراة من نهايتها، بدت إنجلترا كفائزين جيدين»، حسبما ذكرت سبورتنج لايف، ولكن وسط «جو وطني ومثير»، أدركت إسبانيا التعادل مرة أخرى في الدقيقة 80، حيث سجل غاسبار روبيو هدفه الثاني في المباراة بضربة رأس قوية، بعد العمل الجماعي الجيد من خايمي لازكانو وداخل المهاجم سيفيريانو جويبورو على الجناح الأيمن. تبع الهدف على الفور اقتحام الملعب، حيث رفع الجمهور الإسباني المبتهج روبيو على أكتافهم احتفالاً. أفرغ الحرس المدني بالسيوف الملعب من الغزاة واستؤنف اللعب. بعد ذلك بسرعة، سجل سيفيريانو جويبورو ليضع إسبانيا في المقدمة بنتيجة 4–3، مما أدى إلى غزو الملعب مرة أخرى. مع إخلاء الملعب، منع ريكاردو زامورا والظهير فييكس كيسادا فرصتين لإنجلترا في وقت متأخر، مما يضمن فوزًا تاريخيًا لإسبانيا.

### التفاصيل
| إسبانيا                                    | 4–3   | إنجلترا                             |
| ------------------------------------------ | ----- | ----------------------------------- |
| روبيو 40'، 80' · لازكانو 42' · جويبورو 82' | تقرير | كارتر 15'، 73'، pen' · برادفورد 20' |

| إسبانيا | إنجلترا |

| GK                 |  | ريكاردو زامورا (ك) |
| FB                 |  | فيليكس كيسادا      |
| FB                 |  | خاسينتو كينكوسيس   |
| HB                 |  | باتشوكو براتس      |
| HB                 |  | مارتين ماركوليتا   |
| HB                 |  | خوسيه ماريا بينيا  |
| RW                 |  | خايمي لازكانو      |
| IF                 |  | سيفيريانو جويبورو  |
| CF                 |  | غاسبار روبيو       |
| IF                 |  | خوسيه بادرون       |
| LW                 |  | ماريانو يوريتا     |
| المدرب:            |  |                    |
| خوسيه ماريا ماتيوس |  |                    |

| GK                     |  | تيد هوفتون      |
| FB                     |  | توم كوبر        |
| FB                     |  | إرني بلينكينسوب |
| HB                     |  | فريد كين        |
| HB                     |  | جاك هيل (ك)     |
| HB                     |  | جو بيكوك        |
| RW                     |  | هيو أدكوك       |
| IF                     |  | إدغار كايل      |
| CF                     |  | جو برادفورد     |
| IF                     |  | جو كارتر        |
| LW                     |  | ليونارد باري    |
| المدرب:                |  |                 |
| لجنة الاتحاد الإنجليزي |  |                 |